# Guy Fowler
Guy Fowler  (Kentucky, 4 de março de 1893- Eureka, Califórnia, 20 de outubro de 1966) foi um escritor estadunidense.

## Lista parcial de obras
- Printer’s Ink, Boys Scouts of America: agosto 1927, p. 13[3]
- Lilac Time, 1928
- The Sky Hawk, 1929
- Dawn Patrol, 1930
- A Woman Commands: novelized from the RKO Pathe Photoplay by Thilde Foerster[4], 1930
- The Finger Points[4], 1931

OBs:

## Guy Fowler no cinema
- Lilac Time, 1928[6] foi uma adaptação de seu livro, feita por Willis Goldbeck. Dirigido por George Fitzmaurice, o filme foi lançado em 18 de outubro de 1928 nos Estados Unidos, e foi estrelado por Gary Cooper e Coleen Moore.
- A Woman Commands, 1932[7], foi um filme roterizado por Horace Jackson, porém a história foi feita por Thilde Foerster, não creditado, e baseada em romance de Guy Fowler, também não creditado. O filme foi dirigido por Paul L. Stein, e lançado nos Estados Unidos em 12 de fevereiro de 1932, estrelando Pola Negri, Roland Young e Basil Rathbone.

## Guy Fowler no Brasil
- "O Amor Nunca Morre", volume 5 da Coleção Biblioteca das Moças, pela Companhia Editora Nacional, tradução de Azevedo Amaral. No Brasil, o nome Fowler foi grafado como Flower. O livro é tradução de “Lilac Time”, livro de Fowler que foi transformado em filme em 1928, e ficou conhecido, também, como “Love Never Die”[8][9][10].